# Hounkpati B Christophe Capo
 (février 2020).
Si vous disposez d'ouvrages ou d'articles de référence ou si vous connaissez des sites web de qualité traitant du thème abordé ici, merci de compléter l'article en donnant les références utiles à sa vérifiabilité et en les liant à la section « Notes et références ».
Pour les articles homonymes, voir Capo.
Hounkpati B Christophe Capo, né le 1er janvier 1953, est un linguiste béninois, professeur titulaire de linguistique à l’université d'Abomey-Calavi en République du Bénin.

## Biographie
Hounkpati B Christophe Capo est titulaire d’une licence des lettres (1974) et d’une maîtrise de linguistique (1977) de l’université nationale du Bénin (UNB), d’un master of arts (1977) et d’un Ph.D. de linguistique de l’université du Ghana (1981). Il a enseigné  et collaboré avec plusieurs universités de la sous-région ouest-africaine dont notamment les universités de Benin City et d’Ilorin au Nigeria en 1978.
Recruté comme professeur assistant en 1986 à l’université nationale du Bénin, il a accédé dans le cadre du Conseil africain et malgache pour l’enseignement supérieur (CAMES) aux grades de maître-assistant en 1988, maître de conférences en 1989 et de professeur titulaire en 1993. Secrétaire permanent par intérim du Conseil scientifique de l’université nationale du Bénin de 1994 à 1999, il est décoré chevalier de l’ordre national du Bénin depuis le 1er août 1995 et officier de l’ordre national du Bénin depuis le 1er août 2008. 
Hounkpati B Christophe Capo est le directeur adjoint de l'École doctorale pluridisciplinaire de la Faculté des lettres, arts et sciences humaines de l'université d'Abomey-Calavi. À la rentrée universitaire 2012-2013, il a été nommé par le gouvernement doyen de la nouvelle Faculté des lettres, arts et sciences humaines d'Aplahoué dans le Département du Couffo (Sud-Ouest du Bénin). Cette Faculté est une entité de l'université d'Abomey-Calavi.
Hounkpati B Christophe Capo a conduit des activités de recherches et d’enseignement dans les départements de linguistique et Centres d’études africaines de plusieurs universités dont notamment : université de Cologne (Allemagne), université Cornell (É-U), université de Gainesville (É-U), université d'État de l'Ohio (É-U), Massachusetts Institute of Technology (É-U), université du Québec à Montréal (Canada), CASAS South Africa, University of Ghana (Lagon), université de Hambourg (Allemagne), université de Francfort-sur-le-Main (Allemagne), université de Bayreuth (Allemagne), Université de Brème (Allemagne).

## Œuvre
Hounkpati B Christophe Capo a travaillé sur la réhabilitation des langues du continuum dialectal Gbe autrefois connues sous le nom de langues Aja-Eve du Golfe du Bénin en Afrique Occidentale. En effet, à partir de 1930, des publications sur différentes langues Gbe sont apparues rapidement, la grande majorité d'entre elles portant sur les langues individuelles Gbe. Une exception notable est constituée par les recherches en linguistique comparative approfondies du Professeur Capo qui a abouti à une classification interne des langues Gbe et à une reconstruction de la phonologie du proto-Gbe. Une grande partie de la recherche comparative pour la classification des langues Gbe par Capo a été réalisée dans les années 1970, et des résultats partiels ont été publiés dans les années 1970 et au début des années 1980 sous forme d'articles sur des développements spécifiques phonologique dans diverses branches du continuum dialectal Gbe et notamment, sous la forme d'une orthographe standard unifiée du Gbe. Dans sa première œuvre majeure, Renaissance du Gbe (1988), le classement interne des langues Gbe a été publié en entier pour la première fois. En 1991, le professeur Hounkpati B. C. Capo a publié "La phonologie comparée du Gbe". Au cours de cette période, il a également lancé le « Labo Gbe (Int.) », le «Laboratoire de recherche sur les langues Gbe », basée au Bénin et qui a depuis favorisé la recherche et a publié plusieurs articles et documents sur les langues Gbe. Le Labo Gbe, situé à Gadomè au bord de la route Cotonou-Lomé à 40 kilomètres de Cotonou, dispose d'un impressionnant centre de documentation et d’une revue scientifique intitulée « Etudes Gbe – Gbe Studies ».

## Publications
- 1982 : Hounkpati B.C. Capo : Le Gbe est une langue unique, Africa, Journal of the International African Institute ; London.
- 1988 : Hounkpati B.C. Capo : Dix ans de publications en linguistique (1977-1987), Garome, Laboratoire international des parlers Gbe (OCLC 31281655)
- 1988 : Hounkpati B.C. Capo : Renaissance du Gbe (réflexions critiques et constructives sur L’Eve, le Fon, le Gen, l’Aja, le Gun, etc.), Hamburg: Helmut Buske Verlag  (ISBN 978-3-8711-8847-3).
- 1989 : Hounkpati B.C. Capo : Linguistique Constructive en Afrique Noire, Hamburg, Helmut Buske Verlag  (ISBN 978-3-8711-8918-0).
- 1989 : Hounkpati B.C. Capo : Précis phonologique du gbe: une perspective comparative. AAP- Afrikanistische Arbeitspapiere, No 19 (Cologne.) (OCLC 760804705)
- 1991 : Hounkpati B.C. Capo : A Comparative Phonology of Gbe, Publications in African Languages and Linguistics, 14. Berlin/New York: Foris Publications et Garome, Bénin: Labo Gbe (Int.)  (ISBN 978-3-1101-3392-9)
- 1998 : Hounkpati B.C. Capo : A classification of the languages of Benin, Florida Hills, Vivlia  (ISBN 978-1-9197-9909-4)
- 2000 : Hounkpati B.C. Capo : The New Ewe Orthography: Based on the Gbe Uniform Standard Orthography (GUSO), The Centre for Advanced Studies of African Society (CASAS), South Africa  (ISBN 978-1-9197-9936-0).
- 2002 : Hounkpati B.C. Capo : The pan-dialectal approach to orthographic conventions : the case of the Gbe languages of West Africa, dans  PRAH, Kwesi Kwaa. 2002. Writing African : the harmonisation of orthographic conventions in African languages. Cape Town : Centre for Advanced Studies of African Society (CASAS).  (ISBN 1919799664)
- 2005 : Hounkpati B.C. Capo, Bedou-Jondoh Edith, Bolouvi Lebene-Philippe, Gagnon Daniel, Gbeto Flavien, Gnamiato Victorie, Kinhou Severin-Marie, Semadegbe Jules, Tohoun Benjamin. L'orthographe harmonisée des langues Gbe du Ghana, du Togo, du Benin et du Nigeria, Cape Town : Centre for Advanced Studies of African Society (CASAS), 31 p.  (ISBN 1919932224).
- 2009 : Hounkpati B.C. Capo, Flavien Gbéto et Adrien Huannou : Langues africaines dans l'enseignement au Bénin : problèmes et perspectives, Cape Town, Centre for Advanced Studies of African Society (CASAS) - Garome, Laboratoire international gbe (LABO GBE) (OCLC 660187984).